# Fast & Furious (videojuego)
Fast & Furious es un videojuego de carreras basado en la película homónima. Fue lanzado en dos versiones la 3D desarrollada por Firemint y la 2D desarrollada por ShouJi. Fue publicado por I-play para BREW, J2ME e iOS en 2009.

## Jugabilidad
El modo principal del juego se llama Live the Movie y consta de nueve escenas, cada una con varios eventos que deben completarse. Hay una misión basada en una secuencia en la película, así como una o varias carreras. Cada misión tiene sus propios objetivos, como robar gasolina de un camión o perseguir criminales en un automóvil policial. Las carreras tradicionales funcionan igual que en el juego anterior de la serie, Pink Slip, con el jugador capaz de apostar su auto contra un oponente. Los modos de carrera también son los mismos: persecución policial, carrera por carretera, carrera de drag y carrera de derrape.